# Maria Fitzherbert
Maria Anne Fitzherbert, född Smythe 26 juli 1756 i Tong, Shropshire, död 27 mars 1837 på Steine House i Brighton, Sussex, var en brittisk adelsdam och mätress som 1785 ingick ett ogiltigt äktenskap med Georg IV. Hon hade ett långvarigt förhållande med Georg som varade från 1784 till 1811. Äktenskapet förklarades dock lagligt av påven Pius VII.
Maria Fitzherbert var dotter till adelsmannen William Smythe of Brambridge, Hampshire, och Mary Ann Errington. Hon gifte sig 1775 med den katolske godsägaren Edward Weld, (död 1775), och 1778 med Thomas Fitzherbert of Swynnerton, Staffordshire (död 1781), med vilken hon fick en son som dog tidigt. Hon deltog sedan i Londons sällskapsliv, där hon 1784 presenterades för prins Georg, som blev förälskad i henne och som hon inledde ett förhållande med.   
Maria Fitzherbert gifte sig i London 15 december 1785 med Georg IV, då prins av Wales. Äktenskapet var dock inte lagligt eftersom kungen och rådet ej hade tillfrågats. Hade de tillfrågats hade det troligtvis ej godkänts då hon var katolik, något som skulle ha omöjliggjort Georg IV:s tronbestigning. Deras förhållande varade dock fram till 1811; åren 1800-1811 delade de bostad. 
Georgs relation med Frances Villiers tycks inte ha påverkat saken, inte heller hans andra äktenskap 1795. Det har spekulerats om huruvida Maria Fitzherbert och Georg fick några barn, bland annat påstods de ha fått en son som övertalades att emigrera till USA 1832, men ingen av spekulationerna har kunnat bevisas. I sitt testamente upptar hon två kvinnor som hon förklarar att hon har älskat som en mor, men hon kan ha menat att hon betraktat sig som en modersgestalt för dem. 
Då Georg dog erbjöd hans bror, Wilhelm IV, henne titeln hertiginna, men hon avböjde med orden att hon aldrig hade skämt ut namnet Fitzherbert och inte ville förändra det. Hon levde resten av sitt liv i Brighton.